# Эделькранц, Абрахам Никлас
А́брахам Ни́клас Эделькра́нц (швед. Abraham Niclas Edelcrantz; до получения дворянства — Клевберг; 29 июля 1754, Або — 15 марта 1821 Стокгольм) — член Шведской Академии наук, инженер, барон. Сын Карла Абрахама Клевберга.

## Биография
Родился 29 июля 1754 в Або, в Финляндии. В 18 лет окончил Королевскую академию в Або, защитив диссертации по литературе и оптике. Преподавал в Академии обе эти дисциплины. Был замечен шведским королём Густавом III во время его визита в Або в 1775 г., и это положило начало его карьере, увенчавшейся тем, что в 1787 г. он становится личным секретарём короля, а в 1789 г. получает дворянский титул и фамилию Эделькранц. В круг обязанностей Эделькранца входило заведование шведскими королевскими театрами, работа с королевской библиотекой и т. п. Впрочем, после гибели Густава III Эделькранц выходит из фавора у королевского двора.
В 1794 г., узнав о создании во Франции оптического телеграфа, Эделькранц с энтузиазмом принимается за разработку его шведского варианта и уже 1 ноября 1794 г., в день 14-летия юного короля Густава IV Адольфа, демонстрирует первый опыт. Эделькранц значительно усовершенствовал систему оптического телеграфа, предложенную французом Шаппом, и заслуженно снискал широкое признание как в Швеции, где он в 1797 г. был избран членом Академии наук, так и в других странах.
В первые годы XIX века Эделькранц много путешествовал по Европе, принимая почётные звания от различных научных организаций и встречаясь с коллегами-изобретателями. В частности, Эделькранц встречался в Англии с Дж. Уаттом и вывез в Швецию несколько паровых машин его модели.
В 1805 г. в центре Стокгольма он построил первую в Швеции паровую мельницу. В эти годы Эделькранц отстаивал в Академии наук необходимость уделять внимание прикладным дисциплинам, имеющим экономическое значение; в 1813 г. он возглавил Шведскую академию сельского хозяйства.